# Web-oriented architecture
Pour les articles homonymes, voir WOA.
Web-oriented architecture (WOA) ou architecture orientée web est un style d'architecture logicielle qui étend l'architecture orientée services (SOA) pour les applications Web et est parfois considéré comme une version légère de la SOA. WOA vise également à optimiser les interactions avec le navigateur et le serveur par l'utilisation de technologies telles que REST.